# Mighty Doom
Mighty Doom fue un videojuego de disparos de arriba hacia abajo desarrollado por Alpha Dog Games y publicado por Bethesda Softworks en 2023. Forma parte de la franquicia Doom y se centra en jugar con el personaje Slayer para avanzar a través de varios niveles en un estilo de juego roguelite. El jugador se encuentra con diversos desafíos, como monstruos y peligros ambientales. El juego sigue un enfoque visual diferente en comparación con los juegos principales de Doom, ya que presenta un diseño más colorido y caricaturesco.
Mighty Doom se lanzó inicialmente en 2021 en Android. En marzo de 2023, recibió un lanzamiento mundial oficial en las plataformas Android e iOS. El juego recibió críticas mixtas de los críticos, que elogiaron su dirección artística, elementos roguelite y banda sonora, pero criticaron su falta de originalidad y su implementación intrusiva de microtransacciones.

## Jugabilidad
Mighty Doom es un juego de disparos de arriba hacia abajo para un solo jugador que presenta mecánicas roguelite, similares a Archero y Tomb Raider Reloaded.
La premisa de la historia gira en torno a unos demonios que se han llevado a Daisy, la mascota del protagonista. El protagonista del juego, conocido como Slayer o Mini Slayer, se puede mover con un joystick en pantalla, mientras que los disparos se realizan automáticamente. Además de un arma principal, el Slayer tiene acceso a armas especiales que se pueden activar manualmente. El juego móvil también ofrece compatibilidad con gamepad, lo que permite a los jugadores utilizar controladores a través de una conexión Bluetooth. Un medidor de energía con una capacidad limitada, un aspecto común de los juegos móviles, está presente en este juego.
El jugador debe avanzar a través de múltiples niveles, cada uno de los cuales presenta distintos desafíos en forma de monstruos y peligros ambientales. Si bien comienza cada nivel con solo el equipo básico, el jugador puede obtener mejoras temporales para mejorar el rendimiento en combate, gracias a las características roguelite del juego. Los enemigos conocidos de la franquicia Doom, incluidos Doom Slayer y Baron of Hell, son retratados como versiones similares a juguetes. Los jugadores también pueden utilizar el sistema de muerte gloriosa de la duología de reinicio de Doom, que les permite acabar con demonios aturdidos para generar recolecciones de salud.

## Desarrollo y lanzamiento
Mighty Doom fue desarrollado para las plataformas Android y iOS por Alpha Dog Games. Si bien las entregas canónicas de la serie Doom se caracterizaban por una estética oscura y cruda, la nueva dirección artística adopta un enfoque diferente. En cambio, el juego se centra en un diseño colorido y caricaturesco.
El juego se lanzó suavemente en 2021 en Android. El registro previo estuvo disponible en febrero de 2023 y los jugadores pudieron recibir obsequios especiales, como diseños de armas y un paquete Mini Slayer. En marzo de 2023, el juego tuvo su lanzamiento mundial oficial en Android e iOS.
El 7 de mayo de 2024, se anunció que debido a que Bethesda Softworks cerró Alpha Dog Games, el desarrollador de Mighty Doom, junto con varios otros estudios, para reducir los costos operativos, todo el desarrollo de Mighty Doom se detuvo y el juego se cerraría en tres meses el 7 de agosto de 2024. Las compras dentro de la aplicación están deshabilitadas y son reembolsables, y la aplicación ya no está disponible para descargar para nuevos jugadores.

## Recepción

### Respuesta crítica
Según el agregador de reseñas Metacritic, Mighty Doom recibió reseñas "mixtas o promedio", según 6 reseñas para iOS.
En una reseña mixta, IGN destacó negativamente los picos de dificultad, que según el crítico estaban diseñados intencionalmente para impulsar a los jugadores a realizar compras dentro del juego. Sin embargo, los gráficos caricaturescos del juego y la incorporación de elementos roguelite fueron elogiados como atributos positivos.
PCMag le dio al juego una puntuación de 60 sobre 100, comentando que la jugabilidad es promedio y carece de originalidad, y no se alinea con el material original. Las combinaciones de armas y potenciadores del juego han sido nombradas como uno de sus aspectos más notables.
La revista de juegos italiana Multiplayer le dio al juego una puntuación de 80 sobre 100 y elogió sus gráficos inspirados en Doom y su atractiva banda sonora de heavy metal. A pesar de los posibles inconvenientes de los muros de pago y las microtransacciones, la revista aseguró a los jugadores que estas características no son necesarias para disfrutar plenamente del juego.